# Volumenplasmon
Volumenplasmonen stellen ähnlich den Plasmonen Schwingungsquanten dar, jedoch unter Berücksichtigung einer neuen Schwingungsmode, die für das ganze Raumvolumen gilt (Spezialfall in der Theorie von Davies). Ihre Energie beträgt:
{\displaystyle E_{Vp}=\hbar {\sqrt {\frac {ne^{2}}{m\varepsilon _{0}}}}={\frac {h}{2\cdot \pi }}\cdot \omega _{Vp}\cdot V=\hbar \cdot \omega _{A}\cdot Y_{ne}\cdot V.}
Dabei ist
- {\displaystyle n} die Dichte der Valenzelektronen
- {\displaystyle e} die Elementarladung
- {\displaystyle m} die Elektronenmasse
- {\displaystyle \varepsilon _{0}} die elektrische Feldkonstante
- {\displaystyle h} die Planck-Konstante
- {\displaystyle \omega _{p}} die Plasmafrequenz
- {\displaystyle V} das Volumen
- {\displaystyle Y_{ne}} die sogenannten Le-Garre-Polynome der Quantenzustände n und e.